# 超自然9人组
《超自然9人组》（日语：Occultic;Nine -オカルティック・ナイン-）是由志仓千代丸主创的多媒体作品，「超常科学NVL」企划的第一作，以超自然现象为主题。
轻小说版由OVERLAP文库于2014年8月开始出版，志仓本人执笔，由pako负责插画。这是志仓创作的第一部轻小说。2015年3月28日，原作志仓千代丸在一次发布会上宣布将推出由本作品改编的游戏，2016年3月，本作品确认将改编成电视动画，于2016年10月开始播出。与此同时，本作品的漫画版也于2015年10月至2017年5月期间在《good!AFTERNOON》连载，由銃爺作画。
另外，5pb.还于2017年11月9日推出同名游戏，发行平台为PlayStation 4、PlayStation Vita和Xbox One。

## 剧情概要
居住在吉祥寺的高中生我闻悠太是汇整超自然现象的博客“轻轻松松破假象”（キリキリバサラ）的管理人，他一心想着靠联盟行销致富。一天悠太偶然知道了网络上人气很高的占卜师相川实优羽，并对她抱有好感。在悠太的后辈，同时也是网站运营团队成员的成泽棱歌的陪同下，他前往成明高校与相川实优羽会面，最终让她加入运营团队。之后，悠太在棱歌的要求下赴成明大学采访以肯定超自然现象而出名的桥上谏征教授，但当他进入到研究室的时候，却发现教授已经被人杀害。3月1日，即教授被杀的数日后，井之头公园的池塘内发现256具遗体。与此同时，悠太的身边也聚集着与这一连串事件相关的人物，而随着悠太等人对事件调查的深入，一系列事实和真相也逐渐浮出水面。

## 登場角色

### 主要角色
我聞悠太（聲：梶裕貴）
本作男主角，「自我矛盾型自称救世主」。17岁，吉祥寺居民，成明高校二年级。以“尼特神”为网名经营着专门汇整超自然现象的博客“轻轻松松破假象”，一心想着靠联盟行销致富。父親在7年前過世。被鷹棲等人稱為「孤兒受體」，超帶電體質，靈體狀態能容納無限的電磁。
成澤稜歌（聲：佐倉綾音）
「神愈灵能媒介者」。16岁少女，成明高校一年级。性格天真烂漫，拥有通灵能力。以大得不可思议的胸部为特征，與艾芙琳·成澤·特斯拉的星光體共處一個身體。
橋上薩來伊（聲：石川界人）
「全否定型超理论派大学生」。19岁男青年，成明大学一年级。讨厌无用的事物，否定超自然现象的现实主义者。和父亲关系很差。
相川實優羽（聲：吉田仁美）
「萌系占卜大先生」。16岁少女，成明高校一年级。她以为网名在视频网站上直播占卜节目，在网上拥有很高的人气。由于得知悠太有着改变命运的力量，她在第一次见到悠太时便主动和他接触。
澄風桐子（聲：伊藤靜）
「现充系杂志记者」。23岁女记者，超自然现象杂志《MUMU》（ムムー）编辑部工作。上进心强，同时拥有广泛的人际关系。
紅之亞里亞（聲：澤城美雪）
「黑魔法代行屋」。年龄保密的女性（剧情可推断约17岁），吉祥寺站前“口琴横丁”的商店街里经营“黑魔法代行屋”。平时穿着哥特式服装，面无表情，经常用贵族般的语调说话。
改名前本名是水無瀨莉愛。非常喜欢哥哥，十岁起与哥哥水無瀨貴春相依为命，但因三年前，哥哥在给妹妹移植肾脏的手术中过世，因而产生妄想，偷运出哥哥的尸体，并与其一同生活了一年，直到被邻居报案；之后遇到日下部吉柳，并开始经营代人诅咒他人的业务。
日下部吉柳（聲：谷山纪章）
「死后之世界向导」。男性，经常变换形态出现。在三年前的鈧元素工廠爆炸事件后，开始持有灵魂出窍能力。接受過貴春的眼角膜移植手術，因此擁有貴春生前的記憶。经常被人当成魔鬼。
西園梨梨花（聲：能登麻美子）
「未来预知型同人漫画家大姐」。20岁女学生，成明大学文学部三年级。女性向同人成人漫画《昏暗水底》的作者，在作品中预言了发售后才发生的多起事件的场景，对森塚駿称所有灵感都是在梦中梦到的。对年龄比她小的男性很感兴趣。
森塚駿（聲：柿原徹也）
「残念系Cosplay宅刑警」。26岁刑警，配屬武藏野警署。御宅族，喜欢动画和游戏。因仰慕《鲁邦三世》的钱形警部立志而成为刑警。
鬼崎明日菜（聲：明坂聰美）
「现役女子高中生FBI搜查官」。女高中生兼FBI特工。擁有特殊能力，用手触摸物件或人体，就能读取相关者的回忆。身體不好，使用能力過度很容易昏迷。

### MMG
MMG全称“武藏野医疗集团”（Musashino Medical Group），是本作的反派组织，正从事秘密实验并策划一系列阴谋。
成澤德生（聲：石塚運昇）
MMG的總帥，鷹栖等人敬稱「尊主」，稜歌的祖父。
鹰栖（聲：大塚芳忠）
MMG成员之一，既是MMG会议中的中心人物，也是MMG会议参加者中年龄最小的成员。
羽斗山（聲：堀秀行）
MMG成员之一，同时也是日本众议院的议员之一。
的场（聲：寺杣昌纪）
MMG成员之一，同时也是一名医师。

### 其他角色
和泉公平（聲：津田健次郎）
43岁男性，咖啡馆“Coffce☆蓝月”老板，八神福會教主。言谈举止有女性化倾向。經營的咖啡馆早在2年前就已倒閉，只是偷偷的開店經營，悠太经常来到他的咖啡馆更新博客。曾先后杀死我聞的父親和薩來伊的父亲。
川畑千津（聲：長繩麻理亞）
相川實優羽的朋友，放学路上失踪，后被杀而做成取子箱。
橋上諫征（聲：石川英郎）
成明大学理工学部的教授，薩來伊的父亲。头发很漂亮。因为从反对神秘学转向支持而备受媒体瞩目。后在研究室内被人拷问后杀害。在研究室天花板留下密码，左后侧的金牙实际上是一把钥匙，死时留下了「CODE」的讯息。
相模（聲：小林沙苗）
白化症少年，杀害川畑千津的凶手。

## 用語
Occultic;Nine
本作标题。
本作出版之初，标题的含义并没有解释，常被理解为对9名主角的代称。动画第12集，解明本作标题实际上有“超自然的9分钟”的含义。9名主角在256事件中死去之后，在9分钟内仍然有复活的可能，而这9分钟对应亡者灵体的9天时间，主角需要在这9天内解决事件、令死者复活。
9这一数字在本作中频繁出现，如动画OP为“圣数3的平方”（也就是9），9人主角，9分钟/9天的时间限制等。
Coffce☆藍月
吉祥寺車站徒步5分路程的隱藏式咖啡店，白天休息、晚上營業，悠太為這店的常客。
紅之館
紅之亞里亞所經營的黑魔法代行屋，其店內設有3種消費模式供前來的客人選擇：
「絕望的明日」，9999日元，使用一隻玩偶下咒。
「地獄的叫喚」，42420日元，使用三隻玩偶下咒。
「惡魔的儀式」，66600日元，使用五隻玩偶下咒。
256事件
3月1日於井之頭公園內發現兩百五十六具溺死屍體的重大事件，悠太以屍體數目作為此事件命名。
取子箱
取子箱指的是一種木片镶嵌工艺，裡面會放入小孩的血液、內臟和手指等等，是用于咒杀人类的巫术道具。据说一旦有人位处箱子被放置的周围，皆会内脏撕裂、吐血身亡，而受此影响之人仅限于女人跟小孩。据传其始源于1860年左右，意思便是「夺走小孩的箱子」。根据实际情况而定，诅咒很有可能会持续百年以上。
輕輕鬆鬆破假象
悠太所經營的網站，其內容是以科學的方式來解釋各種超自然現象。
相互認知
當某靈體擁有的物體（靈體認為自己還擁有）意識到肉體已失去這個物體時就會消失。條件是需要外在的提示，物體才開始認知。

## 出版書籍

### 小说
本作品日文版轻小说由OVERLAP出版。以下是各单行本信息：
| 册数 | OVERLAP       | OVERLAP                |
| 册数 | 發售日期      | ISBN                   |
| ---- | ------------- | ---------------------- |
| 1    | 2014年8月25日 | ISBN 978-4-906866-21-2 |
| 2    | 2015年4月25日 | ISBN 978-4-86554-020-8 |
| 3    | 2017年9月25日 | ISBN 978-4-86554-112-0 |

### 漫画
《good!AFTERNOON》在2015年11月号至2017年6月号期间连载本作漫画版，由銃爺负责作画。以下是各单行本信息：
| 册数  | 日文版发售日期 | 日文版ISBN             | 备注 |
| ----- | -------------- | ---------------------- | ---- |
| （1） | 2016年4月7日   | ISBN 978-4-06-388133-2 |      |
| （2） | 2016年9月7日   | ISBN 978-4-06-388182-0 |      |
| （3） | 2017年1月6日   | ISBN 978-4-06-388230-8 |      |
| （4） | 2017年7月7日   | ISBN 978-4-06-388276-6 |      |

## 电视动画
《超自然9人组》确认将改编成电视动画的消息于2016年3月公布，动画版由A-1 Pictures制作，导演是石黑恭平，副导演是黑木美幸，角色设定是高濑智章，配乐则是由横山克负责。动画版的宣传影片于同年8月12日公开。

### 播出
《超自然9人组》动画版于2016年10月至12月在TOKYO MX、朝日放送、CBC电视台、群马电视台、栃木電視台、BS11等电视频道播出。另外，niconico动画、GYAO!、d动画商城、万代频道等11家网站也获得了本作动画版在日本国内的网络播映权。

### 主题曲
《超自然9人组》动画版的主题曲在2016年8月12日举行的制作发布会上正式公布。片头曲名为《圣数3的平方》（聖数3の二乗），由曾演唱过多部Nitro+游戏主题曲的伊藤香奈子主唱；片尾曲名为《Open your eyes》，是亚咲花的出道曲。两首歌曲的词曲均由原作志仓千代丸一手包办，发售日期也均为2016年10月26日。

### 各集列表
| 集數 | 日文標題 | 中文標題                 | 腳本     | 分鏡              | 演出     | 作畫監督                                               | 總作畫監督 | 首播日期 （日本时间） |
| ---- | -------- | ------------------------ | -------- | ----------------- | -------- | ------------------------------------------------------ | ---------- | --------------------- |
| #1   |          | 眾多之人                 | 高木登   | 石黑恭平          | 石黑恭平 | 高瀨智章                                               | -          | 2016年 10月9日        |
| #2   |          | 并沒有可以改變命運的力量 | 高木登   | 黑木美幸          | 黑木美幸 | 道下康太                                               | 高瀨智章   | 10月16日              |
| #3   |          | 真的是妄想嗎             | 高木登   | 矢嶋武            | 矢嶋武   | 山口智                                                 | 高瀨智章   | 10月23日              |
| #4   |          | 犯人是我聞悠太           | 石黑恭平 | 原田孝宏 石黑恭平 | 原田孝宏 | 高田晃                                                 | 高瀨智章   | 10月30日              |
| #5   |          | 這裡就是新世界吧         | 永井千晶 | 神戶守            | 益山亮司 | 河合拓也                                               | 高瀨智章   | 11月6日               |
| #6   |          | 应该是你啊               | 高木登   | 石濱真史          | 石濱真史 | 石濱真史                                               | 高瀨智章   | 11月13日              |
| #7   |          | 上映開始                 | 永井千晶 | 高雄統子          | 高雄統子 | 田中裕介                                               | 高瀨智章   | 11月20日              |
| #8   |          | 這即是我等追求的究極醫療 | 永井千晶 | 石井俊匡          | 石井俊匡 | 三木俊明、田村里美                                     | 高瀨智章   | 11月27日              |
| #9   |          | 世界終將迎來末日         | 永井千晶 | 小野竜太          | 小野竜太 | 山口智、田村里美、道下康太                             | 高瀨智章   | 12月4日               |
| #10  |          | 真正的我                 | 石黑恭平 | 神戶守            | 原田孝宏 | 河合拓也                                               | 高瀨智章   | 12月11日              |
| #11  |          | 為了遠大的目標           | 永井千晶 | 黑木美幸          | 黑木美幸 | 赤井俊文、小林由美 河合拓也、古橋聰 三木俊明、武藤信宏 | 高瀨智章   | 12月18日              |
| #12  |          | Occultic;Nine            |          | 石黑恭平          | 石黑恭平 | 山口智、河合拓也 道下康太、小林惠祐                    | 高瀨智章   | 12月25日              |

### BD&DVD
| 卷數 | 發售日期      | 收錄話數        | 封面角色               |
| ---- | ------------- | --------------- | ---------------------- |
| 1    | 2016年12月7日 | 第1話 - 第2話   | 我聞悠太、成澤稜歌     |
| 2    | 2017年1月11日 | 第3話 - 第4話   | 澄風桐子、相川實優羽   |
| 3    | 2017年2月8日  | 第5話 - 第6話   | 西園梨梨花、橋上薩來伊 |
| 4    | 2017年3月1日  | 第7話 - 第8話   | 森塚駿、鬼崎明日菜     |
| 5    | 2017年4月5日  | 第9話 - 第10話  | 紅之亞里亞、日下部吉柳 |
| 6    | 2017年5月3日  | 第11話 - 第12話 | 上述十人全員登場       |

## 游戏
早在2015年3月，志仓千代丸就已宣布将推出《超自然9人组》的游戏版。2017年5月28日，MAGES.公司在其主办的演唱会“CHIYO-ST. LIVE 2017 -GENESIS-”中公布了本作游戏版发售的信息。
游戏由5pb.开发，原定于2017年9月28日在PlayStation 4、PlayStation Vita和Xbox One平台发行，并只提供下载版，后来MAGES.于8月28日宣布将应玩家要求追加推出各平台对应实体版，并将发行日期推迟至同年11月9日。其中PlayStation 4和PlayStation Vita平台的实体版分为普通版和限量版，Xbox One的实体版仅设有普通版。限量版将附赠一张广播剧光盘和一本作品设定资料集，其售价亦高于普通版。
本作游戏版片头曲于游戏发售信息公布的同一天公开，歌名为《Play the game》，是亚咲花的第三张单曲，该单曲于2017年11月8日发行。